# باب شغفت (مشيز بردسير)
باب شغفت (بالفارسية: باب شگفت) هي قرية تقع في إيران في البلدة المركزية. يقدر عدد سكانها بـ 625 نسمة بحسب إحصاء 2016.